# Alpheus pontederiae
Alpheus pontederiae is een garnalensoort uit de familie van de Alpheidae. De wetenschappelijke naam van de soort is voor het eerst geldig gepubliceerd in 1883 door de Rochebrune.